# 백우회
백우회(白牛會)는 일제강점기의 미술단체이다. 도쿄(東京) 유학생들의 모임으로 1937년에 창립하였다.
데이코쿠 미술학교(帝國美術學校) 학생들이 주동이 되어 한국 근대미술의 올바른 정립, 의식적으로 왜곡된 선전(鮮展)에 대한 저항에서 출발하였다. 일본 당국은 백우(白牛)라는 문구가 백의민족(白衣民族)의 자주의식과 독립정신을 상징한다 하여 개명을 요구함에 강압에 못이겨 다음해 ‘재도쿄미술가협회(在東京美術家協會)’로 고쳤다. 1940년을 기점으로 서울에서 여러 차례의 발표전을 가진 바 있다.
회원은 김학준(金鶴俊), 심형구(沈亨求), 김인승(金仁承), 조병덕(趙炳悳), 김원(金源), 주경(朱慶), 이중섭, 이유태(李惟台) 등 다수이다.